# 社會無政府主義
社會無政府主義，也稱無政府社會主義（Anarcho-socialism或Anarchist socialism）、社群無政府主義（Communitarian anarchism）（可與自由意志社會主義、左翼自由意志主義、左翼無政府主義交替使用），是用來區分兩大類無政府主義的一種總稱，一類是集體主義，另一類是個人無政府主義。個人主義型式的無政府主義強調個人自治和人類的理性，社會無政府主義者「將個人自由視為與社會平等在概念上的連結，強調社會公眾和互助」。不同於個人無政府主義著重在私有財產或財物的重要性，社會無政府主義反對私有財產，視為是社會不平等的來源。
社会无政府主义作为无政府主义的一个分支，认为个人自由与互助相联系。其理论强调共同体和平等原則是对自主權和公民自由的补充，它试图通过在地方分权的联邦制中保持言论自由，思想自由和辅助性原则来达到这种平衡。辅助性原则的最佳定义是“一个人不应该超出个人的范围，并向共同体承诺可以通过他们自己拥有的企业和工厂完成工作”并且“每一种社会机构都应该具有向社会成员提供帮助的性质，而不是统治或兼并他们”，最明显地表达这种特征的口号或许是“不要将自治的机构从人们手中夺走。”
社会无政府主义一直是无政府主义的主要流派。从术语上讲，强调社群主义和合作社主义的社会无政府主义与个人无政府主义形成鲜明对比，同时与后者一样作为无政府主义，反对与集体思维和从众行为相关的威权共产主义，这有利于个人与社会之间的和谐。同时社会无政府主义通过人民自決，工人自治，教育，赋权并基于反权威的检查和警惕来抵制权威。尽管“检查”这一概念可能显得与无政府主义原则相违背，但实际上无政府主义的检查所指向的是个体对个人自由的捍卫和非强制：DIY的思想方法与社会领域的教育相结合。最重要的是，社会无政府主义还主张将现在和未来的私有生产资料转换成公有制，它认为这么做可以通过更轻松地使用生产资料来保持对个人财产的尊重并通过共享公共资源来保护个人权利。
社会无政府主义被认为是一个笼统的术语，因为它通常指代着诸如无政府共产主义、集体无政府主义以及互助主义等概念，有时也可以包括由非国家控制的行会社会主义联盟，基于企业内双重权力的产业民主和经济民主，甚至是主张由工人委员会联盟，工人委员会取代国家并保留大部分基本权利的派系。此外，它还包括无政府工团主义的工会理论，Platformism和specifism的社会斗争策略以及社会生态学。作为一个术语，随着社会无政府主义的语义与发生重叠，在19世纪末与个人无政府主义相区别开后，以无政府共产主义取代“集体无政府主义”成为主要趋势。
社会无政府主义属于自由意志主义，自由意志社会主义，左翼自由主义。它在十九世纪末兴起并与个人无政府主义相区别。
社会无政府主义被描述为无政府主义的集体主义或共产主义流派，并代表了与社会主义相适应的无政府主义形式，这令其与以个人无政府主义为代表的自由社会主义派形成鲜明对比。但是，一些集体或无政府共产主义者在激进的个人主义理论上建立了他们的理论，将集体主义或共产主义视为实现个人自由的最佳社会制度。个人主义-社会主义之间的区分也受到质疑，因为个人无政府主义在很大程度上是社会主义的，并且相互影响。
在美國，「社會無政府主義」是指出版《社會無政府主義》這本刊物的圈子，之後由默里·布克钦所宣揚。布克金將社會無政府主義結合「左翼」，他在當中提到了「人類團結的優秀傳統與人性潛力的信念」、國際主義和邦聯主義、民主精神、反軍國主義和理性的世俗主義。然而，宗教無政府主義和宗教左翼則反對左翼與「理性世俗主義」的合作，並發起了多次左翼宗教運動，如解放神學和民權運動。社會無政府主義致力於「自由結交的人們在自由社區內居住並合作」。